# 食野亮太郎
食野 亮太郎（めしの りょうたろう、1998年6月18日 - ）は、大阪府泉佐野市出身のプロサッカー選手。Jリーグ・ガンバ大阪所属。ポジションはフォワード（セカンドトップ、ウイング）、ミッドフィールダー（サイドハーフ）。
実弟の食野壮磨もプロサッカー選手（東京ヴェルディ所属）。

## 来歴

### プロ入り前
中学生からガンバ大阪の下部組織に入団。高校2年生になるとガンバ大阪ユースのAチームでプレーして、高円宮杯U-18サッカーリーグの優勝を果たした。2016年、3年生になるとガンバ大阪のトップチームに2種登録された。
2016年3月11日、J3リーグに参戦したガンバ大阪U-23の開幕戦となったY.S.C.C.横浜戦で途中出場を果たした。6月26日、J3第14節の福島ユナイテッドFC戦でリーグ戦初先発。9月18日、J3第22節の鹿児島ユナイテッドFC戦では途中出場からJ3リーグ初得点をあげた。9月21日、2017年シーズンよりトップチームに昇格することが発表された。

### ガンバ大阪
2017年、ガンバ大阪に入団してU-23チームの会見に挑んだが、去年のU-23の活躍が評価されてトップチームの合宿に参加した。3月18日、J3第2節のSC相模原戦ではU-23に戻って途中出場した。5月14日、J1第11節の北海道コンサドーレ札幌戦でトップチーム初のベンチ入りを果たした。9月10日、第21節のアスルクラロ沼津戦で今季J3初得点を含む2得点を決めた。
2018年3月11日、J3開幕戦のグルージャ盛岡戦で2得点を決めて逆転勝利に貢献した。4月1日の藤枝MYFC戦でも2得点を決めて、トップチームに帯同した 4月8日、J1第6節のヴィッセル神戸戦でJ1リーグ初出場を果たした。5月9日、ルヴァンカップ第5節のサンフレッチェ広島戦でトップチーム初得点を決めた。
2019年4月7日、J3第5節のFC東京U-23戦では今季5点目を決めて得点ランキングトップに立った。4月24日、ルヴァンカップ第4節のジュビロ磐田戦ではトップチームで今季初先発を飾るとゴールを決めた。5月11日、第11節のサガン鳥栖戦でJ1初ゴールを決めた。

### ハート・オブ・ミドロシアン
2019年8月9日、プレミアリーグのマンチェスター・シティFCへの完全移籍が発表された。8月30日、スコティッシュ・プレミアシップのハート・オブ・ミドロシアンFCへのレンタル移籍が発表された。8月31日、第4節のハミルトン・アカデミカルFC戦で移籍後初出場を果たした。9月15日、第5節のマザーウェルFC戦で移籍後初ゴールを決めた。

### リオ・アヴェFC
2020年9月1日、ポルトガル1部のリオ・アヴェFCへ期限付き移籍する事を発表した。期間は2年間で、買取オプションが付けられている。9月20日、開幕戦のCDトンデラ戦で移籍後初ゴールを決めた。

### GDエストリル・プライア
2021年8月2日、プリメイラ・リーガに昇格したGDエストリル・プライアは食野の加入を発表。買取オプション付きのローンと報じられている。8月8日、開幕戦のFCアロウカ戦で移籍後初ゴールを決めた。。
2021-22シーズンまで、期限付き移籍で計3クラブで1シーズンずつプレーしたが、目立った活躍は無かった。

### ガンバ大阪に復帰
2022年7月8日、古巣のガンバ大阪に復帰したことが発表された。7月30日、第23節の京都サンガF.C.戦で復帰後初ゴールを決めた。

### 代表
2020年1月、AFC U-23選手権のメンバーに唯一の海外組として選出された。1月10日、GL第1戦のU-23サウジアラビア戦では一時は同点となるゴールを決めるもチームは終盤にPKから失点を献上して1-2で敗れた。その後もチームは勝ち星を得られず史上初のGL敗退となった。東京オリンピック出場を目指す2021年、U-24日本代表に召集され、コンスタントに出場し、直前までメンバー争いに加わったものの、目立ったアピールはできず、東京オリンピック本大会のメンバーから落選した。

## エピソード
- 江戸中期から幕末にかけて栄えた豪商・食野家の末裔[24]。
- 弟の食野壮磨もガンバ大阪ユース所属のままトップチームに2種登録されており、2019年3月30日のJ3第4節・Y.S.C.C.横浜戦では兄弟アベックゴールを決めている[25]。現在は京都産業大学に在籍し、2024シーズンから16年ぶりにJ1に昇格した東京ヴェルディに加入することが決まっている[26]。
- J1初ゴールとなった第11節サガン鳥栖戦の得点は、令和におけるガンバ大阪のJ1リーグ初ゴールとなった。

## 所属クラブ
- ジョイナスFC
- アンドリュースFC
- 2011年 - 2013年 ガンバ大阪ジュニアユース
- 2014年 - 2016年 ガンバ大阪ユース
  - 2016年  ガンバ大阪（2種登録選手）
- 2017年 - 2019年8月  ガンバ大阪
- 2019年8月 - 2022年7月  マンチェスター・シティFC
  - 2019年8月 - 2020年6月  ハート・オブ・ミドロシアンFC（期限付き移籍）
  - 2020年9月 - 2021年6月  リオ・アヴェFC（期限付き移籍）
  - 2021年8月 - 2022年7月  GDエストリル・プライア（期限付き移籍）
- 2022年7月 -  ガンバ大阪

## 個人成績
| 国内大会個人成績 | 国内大会個人成績 | 国内大会個人成績 | 国内大会個人成績 | 国内大会個人成績 | 国内大会個人成績 | 国内大会個人成績 | 国内大会個人成績 | 国内大会個人成績 | 国内大会個人成績 | 国内大会個人成績 | 国内大会個人成績 |
| 年度             | クラブ           | 背番号           | リーグ           | リーグ戦         | リーグ戦         | リーグ杯         | リーグ杯         | オープン杯       | オープン杯       | 期間通算         | 期間通算         |
| 年度             | クラブ           | 背番号           | リーグ           | 出場             | 得点             | 出場             | 得点             | 出場             | 得点             | 出場             | 得点             |
| 日本             | 日本             | 日本             | 日本             | リーグ戦         | リーグ戦         | リーグ杯         | リーグ杯         | 天皇杯           | 天皇杯           | 期間通算         | 期間通算         |
| ---------------- | ---------------- | ---------------- | ---------------- | ---------------- | ---------------- | ---------------- | ---------------- | ---------------- | ---------------- | ---------------- | ---------------- |
| 2017             | G大阪            | 40               | J1               | 0                | 0                | 0                | 0                | 0                | 0                | 0                | 0                |
| 2018             | G大阪            | 40               | J1               | 11               | 0                | 5                | 1                | 1                | 0                | 17               | 1                |
| 2019             | G大阪            | 40               | J1               | 12               | 3                | 4                | 1                | 1                | 1                | 17               | 5                |
| スコットランド   | スコットランド   | スコットランド   | スコットランド   | リーグ戦         | リーグ戦         | S・リーグ杯      | S・リーグ杯      | スコティッシュ杯 | スコティッシュ杯 | 期間通算         | 期間通算         |
| 2019-20          | ハーツ           | 77               | S・プレミア      | 20               | 3                | 2                | 0                | 0                | 0                | 22               | 3                |
| ポルトガル       | ポルトガル       | ポルトガル       | ポルトガル       | リーグ戦         | リーグ戦         | リーグ杯         | リーグ杯         | ポルトガル杯     | ポルトガル杯     | 期間通算         | 期間通算         |
| 2020-21          | リオ・アヴェ     | 40               | プリメイラ       | 19               | 3                | 2                | 1                | 1                | 0                | 22               | 4                |
| 2021-22          | エストリル       | 26               | プリメイラ       | 9                | 1                | 0                | 0                | 0                | 0                | 9                | 1                |
| 日本             | 日本             | 日本             | 日本             | リーグ戦         | リーグ戦         | リーグ杯         | リーグ杯         | 天皇杯           | 天皇杯           | 期間通算         | 期間通算         |
| 2022             | G大阪            | 40               | J1               | 13               | 2                | -                | -                | -                | -                | 13               | 2                |
| 2023             | G大阪            | 8                | J1               | 27               | 3                | 7                | 1                | 1                | 0                | 35               | 4                |
| 2024             | G大阪            | 8                | J1               | 11               | 0                | 1                | 0                | 3                | 0                | 15               | 0                |
| 2025             | G大阪            | 8                | J1               |                  |                  |                  |                  |                  |                  |                  |                  |
| 通算             | 日本             | 日本             | J1               | 74               | 8                | 17               | 3                | 6                | 1                | 97               | 12               |
| 通算             | スコットランド   | スコットランド   | S・プレミア      | 20               | 3                | 2                | 0                | 0                | 0                | 22               | 3                |
| 通算             | ポルトガル       | ポルトガル       | プリメイラ       | 28               | 4                | 2                | 1                | 1                | 0                | 31               | 5                |
| 総通算           | 総通算           | 総通算           | 総通算           | 122              | 15               | 21               | 4                | 7                | 1                | 150              | 20               |

| 2016   | G大23  | 45     | J3     | 13 | 1  | 13 | 1  |
| 2017   | G大23  | 40     | J3     | 20 | 3  | 20 | 3  |
| 2018   | G大23  | 40     | J3     | 15 | 5  | 15 | 5  |
| 2019   | G大23  | 40     | J3     | 8  | 8  | 8  | 8  |
| 通算   | 日本   | 日本   | J3     | 56 | 17 | 56 | 17 |
| 総通算 | 総通算 | 総通算 | 総通算 | 56 | 17 | 56 | 17 |

- 2016年は2種登録選手

| 国際大会個人成績 | 国際大会個人成績 | 国際大会個人成績 | 国際大会個人成績 | 国際大会個人成績 |
| 年度             | クラブ           | 背番号           | 出場             | 得点             |
| AFC              | AFC              | AFC              | ACL              | ACL              |
| ---------------- | ---------------- | ---------------- | ---------------- | ---------------- |
| 2017             | G大阪            | 40               | 0                | 0                |
| 2025/26/2        | G大阪            | 8                |                  |                  |
| 通算             | AFC              | AFC              | 0                | 0                |

- Jリーグ初出場 - 2016年3月13日 J3第1節 vsY.S.C.C.横浜（市立吹田サッカースタジアム）
- Jリーグ初得点 - 2016年9月18日 J3第22節 vs鹿児島ユナイテッドFC（市立吹田サッカースタジアム）
- プレミアシップ初出場 - 2019年8月31日 第4節 vsハミルトン・アカデミカルFC（タインカッスル・スタジアム）
- プレミアシップ初得点 - 2019年9月15日 第5節 vsマザーウェルFC（タインカッスル・スタジアム）
- プリメイラ・リーガ初出場・初得点 - 2020年9月20日 第1節 vsCDトンデラ（エスタディオ・ジョアン・カルドーゾ）

## タイトル

### チーム
ガンバ大阪ユース
- 高円宮杯 JFA U-18サッカープレミアリーグWEST：1回（2015年）

## 代表
- U-22日本代表
  - ブラジル遠征（2019年）
  - キリンチャレンジカップ（2019年）
- U-23日本代表
  - AFC U-23選手権（2020年）
- U-24日本代表
  - SAISON CARD CUP 2021（2021年）